# Burtscheid
Burtscheid è un comune di 117 abitanti della Renania-Palatinato, in Germania.
Appartiene al circondario (Landkreis) di Bernkastel-Wittlich (targa WIL) ed è parte della comunità amministrativa (Verbandsgemeinde) di Thalfang am Erbeskopf.
Vi nacque nel 1816 lo scrittore Friedrich Wilhelm Hackländer.